# 諾門塔納道

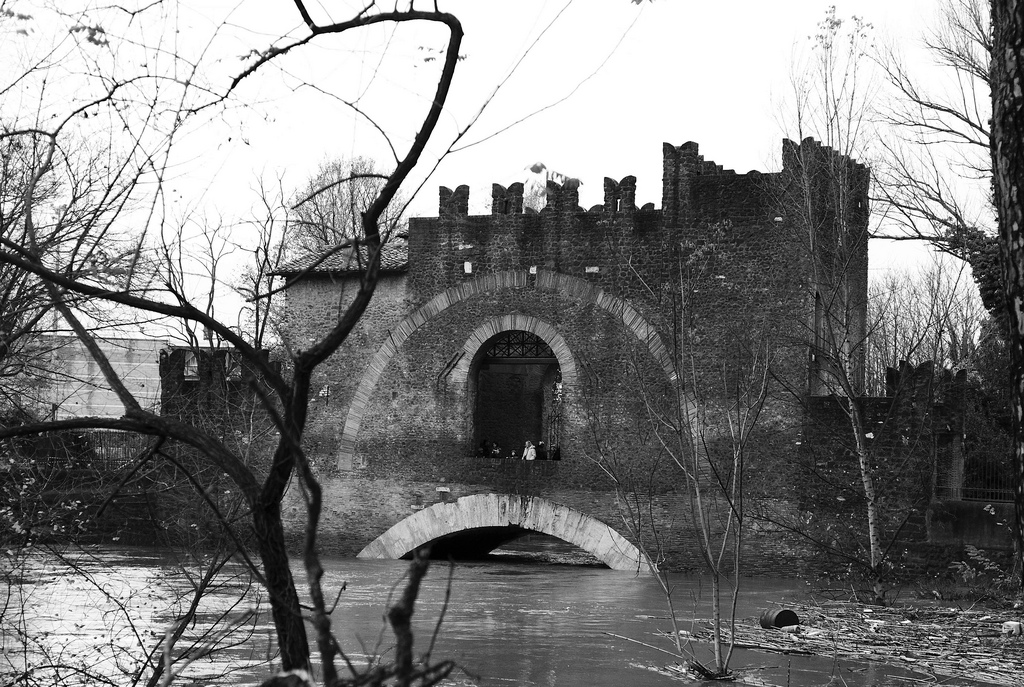
諾蒙塔納橋

諾門塔納道（Via Nomentana）是羅馬道路之一，自羅馬出發至門塔納，全長23 km（14 mi）。這條道路雖有過延長，但並未成為重要道路。